# Emmanuel Jal
 (novembre 2014).
Si vous disposez d'ouvrages ou d'articles de référence ou si vous connaissez des sites web de qualité traitant du thème abordé ici, merci de compléter l'article en donnant les références utiles à sa vérifiabilité et en les liant à la section « Notes et références ».
Emmanuel Jal, né le 1er janvier 1980 à Tonj, est un rappeur, chanteur, acteur, activiste politique et ancien soldat soudano-canadien.

## Filmographie
- 2014 : The Good Lie : Paul